# 施瑙斯

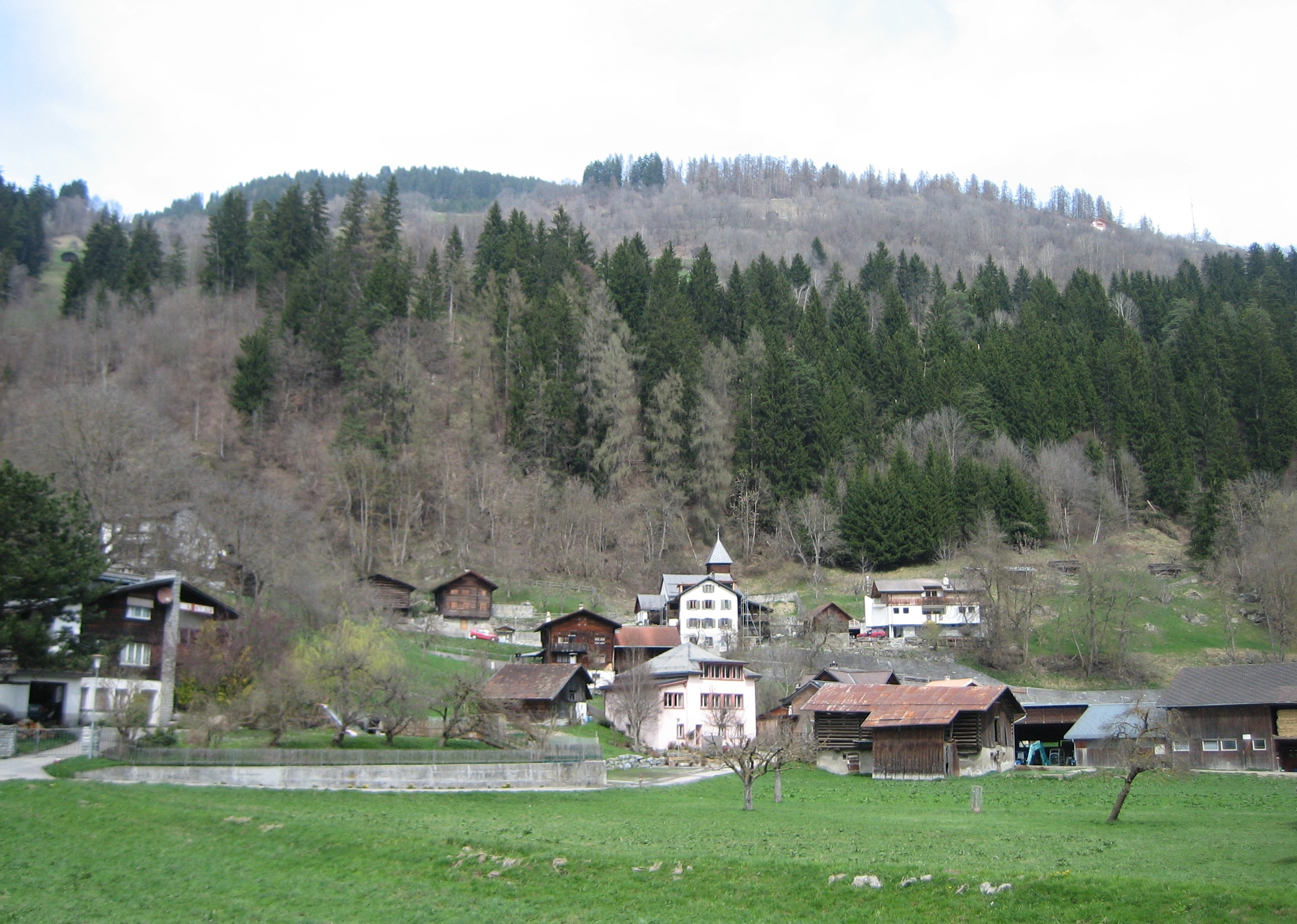

施瑙斯是瑞士的城鎮，位於該國東部，由格勞賓登州負責管轄，面積2.98平方公里，海拔高度720米，2011年人口123人，四成半居民使用羅曼什語，人口密度每平方公里41人。